# Okręty podwodne typu Lafayette
Okręty podwodne typu Lafayette – amerykańskie okręty podwodne z napędem atomowym przenoszące pociski balistyczne. Zbudowano dziewięć okrętów tego typu, które wchodziły do służby w latach 1963–1964. Do typu Lafayette, ze względu na podobieństwa konstrukcyjne, często zaliczane są także okręty typów James Madison i Benjamin Franklin.
Wraz z czterema innymi typami strategicznych okrętów podwodnych, jednostki typu Lafayette należały do grupy okrętów nazywanej „41 for Freedom”, która składała się z czterdziestu jeden jednostek wyposażonych w pociski balistyczne.

## Historia
Projekt okrętów typu Lafayette powstał w wyniku wprowadzenia niewielkich zmian w konstrukcji produkowanych wcześniej okrętów typu Ethan Allen, które były pierwszymi jednostkami od początku projektowanymi jako nosiciele pocisków klasy SLBM.
Uzbrojenie okrętów typu Lafayette składało się z szesnastu pocisków balistycznych Polaris A-2. W latach 1970–1977 pociski Polaris zastąpiono nowszymi, charakteryzującymi się większym zasięgiem pociskami Posejdon.
Zamówienie na pierwszą jednostkę typu USS „Lafayette” złożono 22 lipca 1960 w stoczni Electric Boat. Rozpoczęcie budowy miało miejsce 17 stycznia 1961. Wodowanie nastąpiło 8 maja 1962, wejście do służby 23 kwietnia 1963. Koszt budowy jednego okrętu wynosił ok. 110 milionów dolarów.
W 1985 podjęto decyzję o znacznym zmniejszeniu liczby amerykańskich strategicznych okrętów podwodnych. Efektem tego było wycofanie ze służby w 1987 pierwszej jednostki typu Lafayette – USS „Nathan Hale”. Proces redukcji jednostek trwał do 1994, kiedy to wycofano ze służby ostatnią jednostkę tego typu – USS „Woodrow Wilson”.
USS „Daniel Webster” został wycofany ze służby 30 sierpnia 1990 i przystosowany do funkcji stacjonarnego okrętu szkolnego oznaczonego jako „MTS-626”.